# Kelly Tripucka
Peter Kelly Tripucka (Glen Ridge, Nueva Jersey, 16 de febrero de 1959) es un exjugador profesional de baloncesto de la NBA que militó en Detroit Pistons, Utah Jazz y Charlotte Hornets desde 1981 hasta 1991. Gran anotador, buen defensor, fue seleccionado por los Pistons en primera ronda del draft, y firmó por los Hornets en su año de expansión en la liga.

## Trayectoria deportiva

### Universidad
Jugó durante cuatro temporadas con los Fighting Irish de la Universidad de Notre Dame, en las que promedió 15,3 puntos y 5,4 rebotes por partido.

### Profesional
Fue elegido en la duodécima posición del 1981 por Detroit Pistons, donde jugó 5 temporadas, llegando a disputar el All-Star de 1982 y 1984. En 1986 fue traspasado junto con Kent Benson a Utah Jazz a cambio de Adrian Dantley y dos segundas rondas del draft.
Jugó además en los Charlotte Hornets, acabando su carrera en el CSP Limoges de la liga francesa.

## Estadísticas de su carrera en la NBA
|  | Líder de la liga |

### Temporada regular
| Año      | Equipo    | PJ  | PT  | MPP   | %TC  | %3P  | %TL  | RPP | APP | ROB | TPP | PPP  |
| -------- | --------- | --- | --- | ----- | ---- | ---- | ---- | --- | --- | --- | --- | ---- |
| 1982-83  | Detroit   | 58  | 58  | 38.8* | .489 | .378 | .845 | 4.6 | 4.1 | 1.2 | 0.3 | 26.5 |
| 1983-84  | Detroit   | 76  | 75  | 32.8  | .459 | .118 | .815 | 4.0 | 3.0 | 0.9 | 0.2 | 21.3 |
| 1984-85  | Detroit   | 55  | 43  | 30.5  | .477 | .400 | .885 | 4.0 | 2.5 | 0.9 | 0.3 | 19.1 |
| 1985-86  | Detroit   | 81  | 81  | 32.4  | .498 | .480 | .856 | 4.3 | 3.3 | 1.1 | 0.1 | 20.0 |
| 1986-87  | Utah      | 79  | 76  | 23.6  | .469 | .365 | .872 | 3.1 | 3.1 | 1.1 | 0.1 | 10.1 |
| 1987-88  | Utah      | 49  | 21  | 19.9  | .459 | .419 | .868 | 2.4 | 2.1 | 0.7 | 0.1 | 7.5  |
| 1988-89  | Charlotte | 71  | 65  | 32.4  | .467 | .357 | .866 | 3.8 | 3.2 | 1.2 | 0.2 | 22.6 |
| 1989-90  | Charlotte | 79  | 73  | 30.4  | .430 | .365 | .883 | 4.1 | 2.8 | 0.9 | 0.2 | 15.6 |
| 1990-91  | Charlotte | 71  | 1   | 16.7  | .454 | .333 | .910 | 2.3 | 2.1 | 0.4 | 0.2 | 7.0  |
| Total    | Total     | 707 | 575 | 29.6  | .473 | .361 | .849 | 3.8 | 3.0 | 1.0 | 0.2 | 17.2 |
| All-Star | All-Star  | 2   | 0   | 10.5  | .429 | –    | .500 | 0.5 | 2.0 | 0.5 | 0.0 | 3.5  |

### Playoffs
| Año   | Equipo  | PJ | PT | MPP  | %TC  | %3P  | %TL   | RPP | APP | ROB | TPP | PPP  |
| ----- | ------- | -- | -- | ---- | ---- | ---- | ----- | --- | --- | --- | --- | ---- |
| 1984  | Detroit | 5  | –  | 41.6 | .471 | .000 | .804  | 4.6 | 3.0 | 2.2 | 0.0 | 27.4 |
| 1985  | Detroit | 9  | 9  | 32.0 | .415 | .000 | .875  | 4.3 | 3.2 | 0.4 | 0.3 | 14.8 |
| 1986  | Detroit | 4  | 4  | 43.8 | .465 | –    | .913  | 5.8 | 2.3 | 0.8 | 0.5 | 21.8 |
| 1987  | Utah    | 5  | 5  | 14.0 | .700 | .000 | 1.000 | 1.4 | 0.6 | 0.8 | 0.0 | 6.4  |
| 1988  | Utah    | 2  | 0  | 4.5  | .333 | –    | –     | 0.5 | 0.5 | 0.0 | 0.0 | 0.5  |
| Total | Total   | 25 | 18 | 30.0 | .462 | .000 | .856  | 3.7 | 2.3 | 0.9 | 0.2 | 15.6 |